# Korte Vuldersstraat

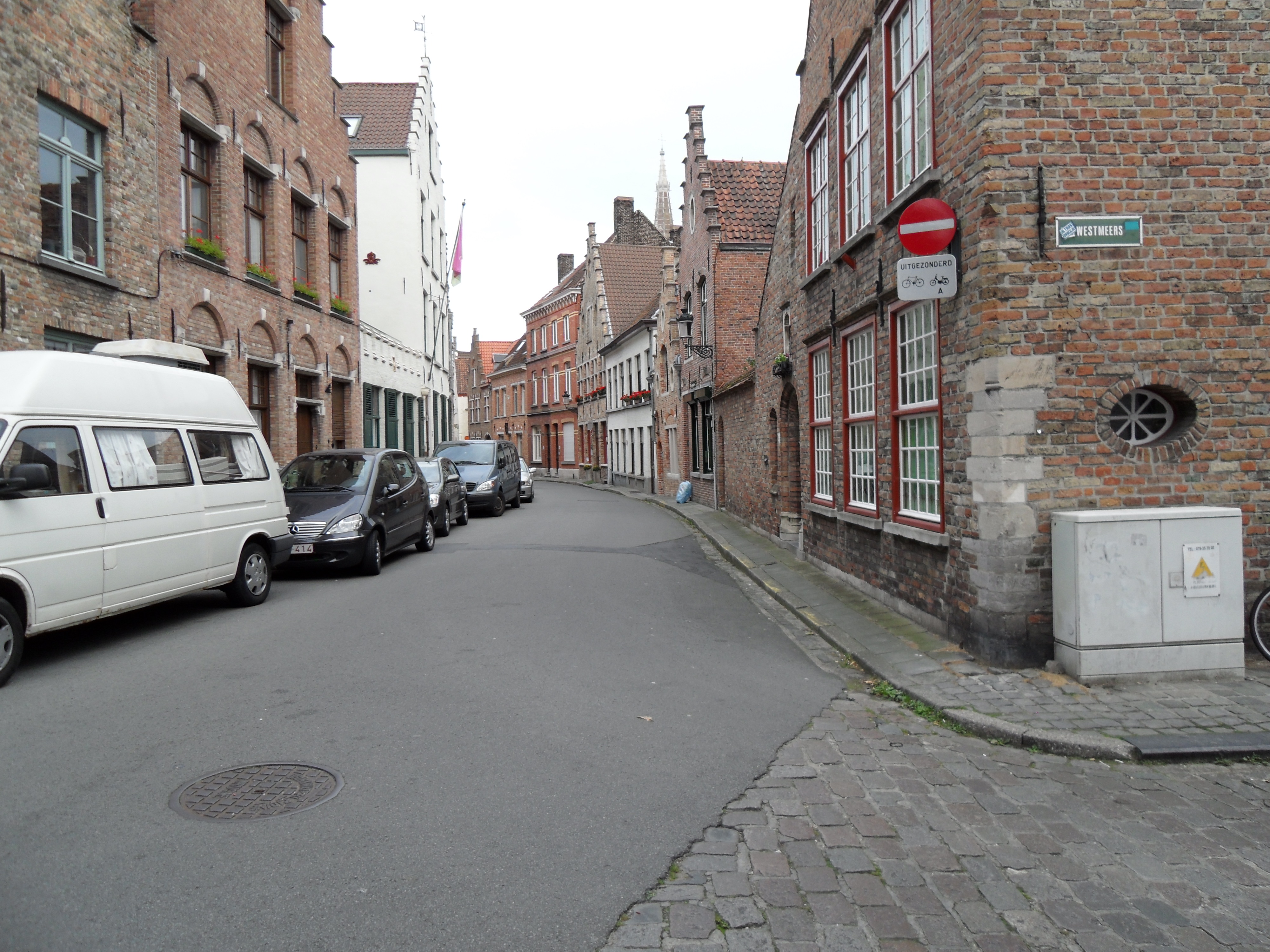
Zicht op een gedeelte van de Korte Vuldersstraat

De Korte Vuldersstraat is een straat in Brugge.

## Beschrijving
De Korte Vuldersstraat (duidelijk 'Korte' om het onderscheid te maken met de Vuldersstraat), was een straat waar het ambacht van de vulders of vollers eigendommen bezat, onder meer enkele huisjes voor de bejaarden van de corporatie. Er woonden ook vulders (= lakenbereiders), op enkele stappen van de Meersen waar ramen voor de lakenbereiding stonden opgesteld, naast het Kapucienenreitje dat voor de watertoevoer zorgde.
De Korte Vuldersstraat loopt van het Sint-Salvatorskerkhof naar het Hoogste van Brugge.

## Bekende bewoners
- Joseph-Benoît Suvée, geboren Korte Vuldersstraat 2
- Jan Simons, vicaris-generaal, Korte Vuldersstraat
- Samuel Coucke, glazenier, Korte Vuldersstraat 14
- Flori Van Acker, kunstschilder, Korte Vuldersstraat 30